# 雷纳托·迪尔内·弗洛伦西奥
雷纳托·迪尔内·弗洛伦西奥（Renato Dirnei Florêncio，1979年5月15日—），通常稱為雷纳托（Renato）是一名巴西足球運動員，擔任中場，現效力巴西球隊桑托斯。